# Ingrid Wessel
Ingrid Wessel (* als Ingrid Wöller am 11. Januar 1942 in Bobersberg, Landkreis Crossen (Oder)) ist eine deutsche Historikerin und Südostasienwissenschaftlerin, die sich vorrangig mit der Geschichte und Kultur Indonesiens befasst.
Ingrid Wessel wurde zum Auslandsstudium an die Lomonossow-Universität in Moskau delegiert, wo sie Indonesienwissenschaften studierte. Ab 1967 bekleidete sie eine planmäßige wissenschaftliche Aspirantur an der Humboldt-Universität zu Berlin (HUB), 1970 wurde sie Wissenschaftliche Assistentin. Im Oktober 1972 erfolgte die Promotion mit einer Arbeit zum Thema Die indonesische Bourgeoisie. Probleme ihrer Entwicklung und ihrer Stellung im nationalen Befreiungskampf bis zum Jahre 1965. Gutachter waren Kurt Huber, Diethelm Weidemann und Helmut Fessen. Die Promotion B folgte im Juli 1982 mit der Arbeit Zur Entwicklung von sozialen Strukturen und politischen Führungskräften in Indonesien und auf den Philippinen. Eine vergleichende Analyse bei Weidemann, Horst Grienig und Klaus Ernst. 
Im Februar 1983 wurde Wessel Hochschuldozentin für die Neue Geschichte Südostasiens am Bereich Südostasien der Sektion Asienwissenschaften der HUB. 1988 wurde sie ordentliche Professorin für Neue Geschichte Südostasiens, ab 1994 bis zum Eintritt in den Ruhestand 2007 lehrte sie als Professorin für Indonesistik am Seminar für Südostasien-Studien an der HUB. Zudem war sie Leiterin der Studienrichtung „Modernes Südostasien“.

## Schriften
Ingrid Wessel ist Autorin, Herausgeberin und Mitherausgeberin von Büchern zum Thema Südostasien. Sie schrieb Beiträge für Sammelbände und Zeitschriften wie Asien, Afrika, Lateinamerika und  Internationales Asienforum.
- Die indonesische Bourgeoisie. Probleme ihrer Entwicklung und ihrer Stellung im nationalen Befreiungskampf bis zum Jahre 1965. Dissertation. Humboldt-Universität zu Berlin 1972.
- mit Hans Dieter Kubitscheck: Geschichte Indonesiens. Vom Altertum bis zur Gegenwart. Akademie-Verlag, Berlin 1981.
- State and Islam in Indonesia. Institut für Asien- und Afrikawissenschaften, Berlin 1996.

Herausgeberschaft
- Nationalism and ethnicity in Southeast Asia. Proceedings of the Conference „Nationalism and Ethnicity in Southeast Asia“ an der Humboldt-Universität, Berlin, Oktober 1993. LIT, Münster 1993.
- Indonesien am Ende des 20. Jahrhunderts. Abera, Hamburg 1996, ISBN 3-931567-07-9.
- mit Georgia Wimhöfer (Hrsg.): Violence in Indonesia. Abera, Hamburg 2001, ISBN 3-934376-16-9.
- Democratisation in Indonesia after the fall of Suharto. Logos, Berlin 2005, ISBN 3-8325-0861-9.